# نیکون ۱ جی۱
نیکون ۱ جی۱ (به انگلیسی: Nikon 1 J1) یک دوربین عکاسی بدون آینه ساخت شرکت نیکون است.